# Roter Teju
Der Rote Teju (Salvator rufescens, Syn.: Tupinambis rufescens) gehört innerhalb der Ordnung der Schuppenkriechtiere (Squamata) zur Familie der Schienenechsen (Teiidae).

## Beschreibung
Der Rote Teju erreicht eine Länge von bis zu 135 cm sowie ein Gewicht von bis zu 10 kg. Seine rötlich-schwarz schimmernde Haut ist mit helleren und dunkleren Querbändern durchzogen. Diese rötliche Färbung war namensgebend. Im Gegensatz zum Goldteju (Tupinambis teguixin) wirken die Roten Tejus untersetzter und dadurch noch etwas bizarrer. Er hat einen kräftigen Schwanz, den er als Waffe gegenüber Feinden einsetzt. Einige Merkmale des Teju wie zum Beispiel die lange Schnauze und die gespaltene Zunge lassen eine Verwandtschaft mit den Waranen vermuten, die jedoch nicht gegeben ist. Seine kräftigen Extremitäten enden in scharfen und kräftigen Krallen, die er zum Klettern und zum Aufbrechen von Termitenbauten einsetzt. Je nach Verbreitungsgebiet hält er eine Winterruhe von zwei bis vier Monaten. Der Rote Teju hat eine Lebenserwartung von bis zu elf Jahren.

## Verbreitung
Sein natürliches Verbreitungsgebiet erstreckt sich über weite Teile Südamerikas. Insbesondere in Argentinien, Paraguay, Brasilien und Bolivien ist er sehr weit verbreitet. Er ist sowohl im tropischen Regenwald als auch in Savannen und offenen Graslandschaften zu Hause und hält sich überwiegend im Unterholz auf.

## Nahrung
Der Rote Teju hat ein breites Nahrungsspektrum. Neben Insekten, Amphibien und kleinen Echsen frisst er auch Früchte. Aber auch Eier und Aas werden gerne angenommen. Es wurde beobachtet, dass er hauptsächlich in den frühen Morgenstunden auf Nahrungssuche geht. Größere Beutetiere packt er mit einem kräftigen Biss, schüttelt sie, bis sie tot sind, und reißt sie in mundgerechte Stücke. Ist das Beutetier mundgerecht, so wird es im Ganzen verschlungen.

## Fortpflanzung
Rote Tejus legen ihre Eier in Termitenbauten ab. Dabei reißen sie die Bauten mit ihren Krallen auf und legen ihre 5 bis 30 Eier dort ab. Die offene Lücke im Bau wird von den Termiten schnell wieder verschlossen. Nach rund 150 Tagen schlüpfen die Jungtiere und brechen den Termitenbau von innen her auf. Eine Brutpflege betreiben die Tejus nicht.